# Grão-Ducado de Wurzburgo
O Grão-Ducado de Wurzburgo (em alemão Großherzogtum Würzburg) foi um grão-Ducado alemão centrado na cidade de Wurzburgo que existiu no início do século XIX.
Como consequência do Tratado de Lunéville, de 1801, o Bispado de Wurzburgo foi secularizado em 1803 e integrado no Reino da Baviera. Nesse mesmo ano, Fernando III de Habsburgo, anterior Grão-Duque da Toscana, foi compensado com o Eleitorado de Salzburgo. Pelo Tratado de Pressburg, assinado em 26 de dezembro de 1805, Fernando perdeu Salzburgo, integrado no Império Austríaco, mas foi compensado com um novo estado, o Grão-Ducado de Wurzburgo que a Baviera abandonou em troca do Tirol, cedido pela Áustria.
Inicialmente, e por um breve período, o estado de Fernando era denominado de Eleitorado de Wurzburgo (Kurfürstentum Würzburg), mas o seu território foi elevado ao estatuto de Grão-Ducado após a dissolução do Sacro Império Romano-Germânico, em 6 de Agosto de  1806. Em 30 de Setembro de 1806 aderiu à Confederação do Reno. Em 1810 adquiriu Schweinfurt.
Em 26 de Outubro de 1813, após a derrota de Napoleão I na Batalha das Nações, Fernando abandonou a aliança que havia estabelecido com o Império Francês. Pelo tratado austro-bávaro de 3 junho de 1814, Fernando perdeu o seu estado, que foi integrado ao Reino da Baviera, sendo o grão-ducado dissolvido.
Fernando veio a ser restaurado no seu anterior estado, o Grão-Ducado da Toscana, reconstituído pelo Congresso de Viena. A diocese católica de Wurzburgo foi restabelecida em 1821 mas sem quaisquer poderes temporais.

## Lista de grão-duques de Wurzburg
- Fernando de Lorena-Habsburgo, 1805-1814  (ex-Grão duque da Toscana e ex-Eleitor de Salzburgo).